# Oulad Settout
Oulad Settout (en àrab اولاد ستوت, Ūlād Sattūt; en amazic ⵡⵍⴰⴷ ⵙⵜⵜⵓⵜ) és una comuna rural de la província de Nador, a la regió de L'Oriental, al Marroc. Segons el cens de 2014 tenia una població total de 23.218 persones.